# Hermann Moritz Garten
Hermann Moritz Garten (* 1805; † 2. Juli 1862 in Schwarzenberg) war ein deutscher Jurist und Politiker. Der aus dem thüringischen Wendelstein gebürtige Garten studierte nach dem Besuch des Freiberger Gymnasiums Jura an der Universität Leipzig. Als Advokat, Finanzprokurator und Gerichtsdirektor wirkte er später in der erzgebirgischen Stadt Schwarzenberg. 1849/50 vertrat er den 47., 48. und 49. Wahlbezirk in der I. Kammer des Sächsischen Landtags, 1851/52 und 1854 gehörte er als stellvertretender Abgeordneter des 12. städtischen Wahlbezirks der II. Kammer an.